# Суходол (Ржевский район)
Суходол  — деревня в Ржевском муниципальном округе Тверской области.

## География
Находится в южной части Тверской области на расстоянии приблизительно 34 км по прямой на северо-запад от города Ржев к юго-востоку от окраины деревни Шолохово.

## История
Деревня была отмечена еще на карте 1825 года. В 1859 году здесь (деревня Ржевского уезда Тверской губернии) было учтено 22 двора, в 1939—47. Входила до 2013 года в состав сельского поселения «Шолохово», с 2013 до 2022 года в состав сельского поселения «Итомля» до его упразднения.

## Население
Численность населения: 159 человек (1859 год), 60 (русские 90 %) в 2002 году, 48 в 2010.